# Kastanjevleugelwipstaart
De kastanjevleugelwipstaart (Cinclodes albidiventris) is een zangvogel uit de familie Furnariidae (ovenvogels).

## Verspreiding en leefgebied
Deze soort komt voor in de noordelijke Andes van noordelijk Colombia en westelijk Venezuela tot Ecuador en telt drie ondersoorten:
- C. a. heterurus: westelijk Venezuela.
- C. a. oreobates: noordelijk Colombia.
- C. a. albidiventris: van noordelijk Ecuador tot noordelijk Peru.

## Status
De grootte van de populatie is niet gekwantificeerd maar de soort wordt omschreven als algemeen. Op de Rode lijst van de IUCN heeft deze soort de status niet bedreigd.